# Scapino

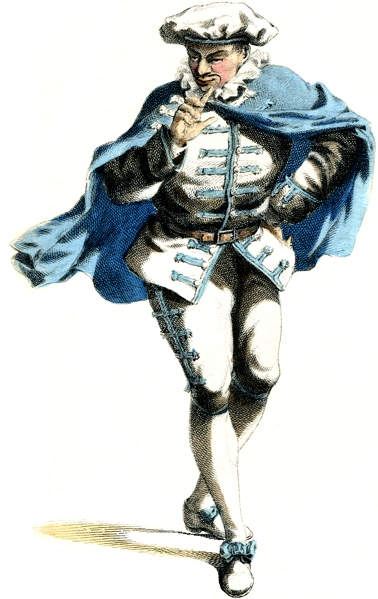
Scapino. Figurín de Maurice Sand, en Masques et bouffons (1860).

Scapino es un personaje de la commedia dell'arte, dentro del grupo de los zanni (criados o sirvientes). Su nombre deriva del verbo italiano «scapare» (huir), y se le cataloga dentro del conjunto de personajes bergamescos de la commedia del arte. Fue popularizado por el actor Francesco Gabrielli (1588–1636) a finales del siglo xvii.

## Origen, máscara y proyección
El Scapino más frecuente en la comedia del arte es un «zanni astuto, imaginativo, escurridizo y audaz», y en muchos «lazzi» acompañando a Brighella. Su máscara se caracteriza por la barba y nariz ganchuda, y en su origen italiano componen su atuendo una túnica a rayas verdes y blancas, pantalones y «un sombrero libertino con dos largas plumas»; ocasionalmente podía llevar también una espada de madera. 

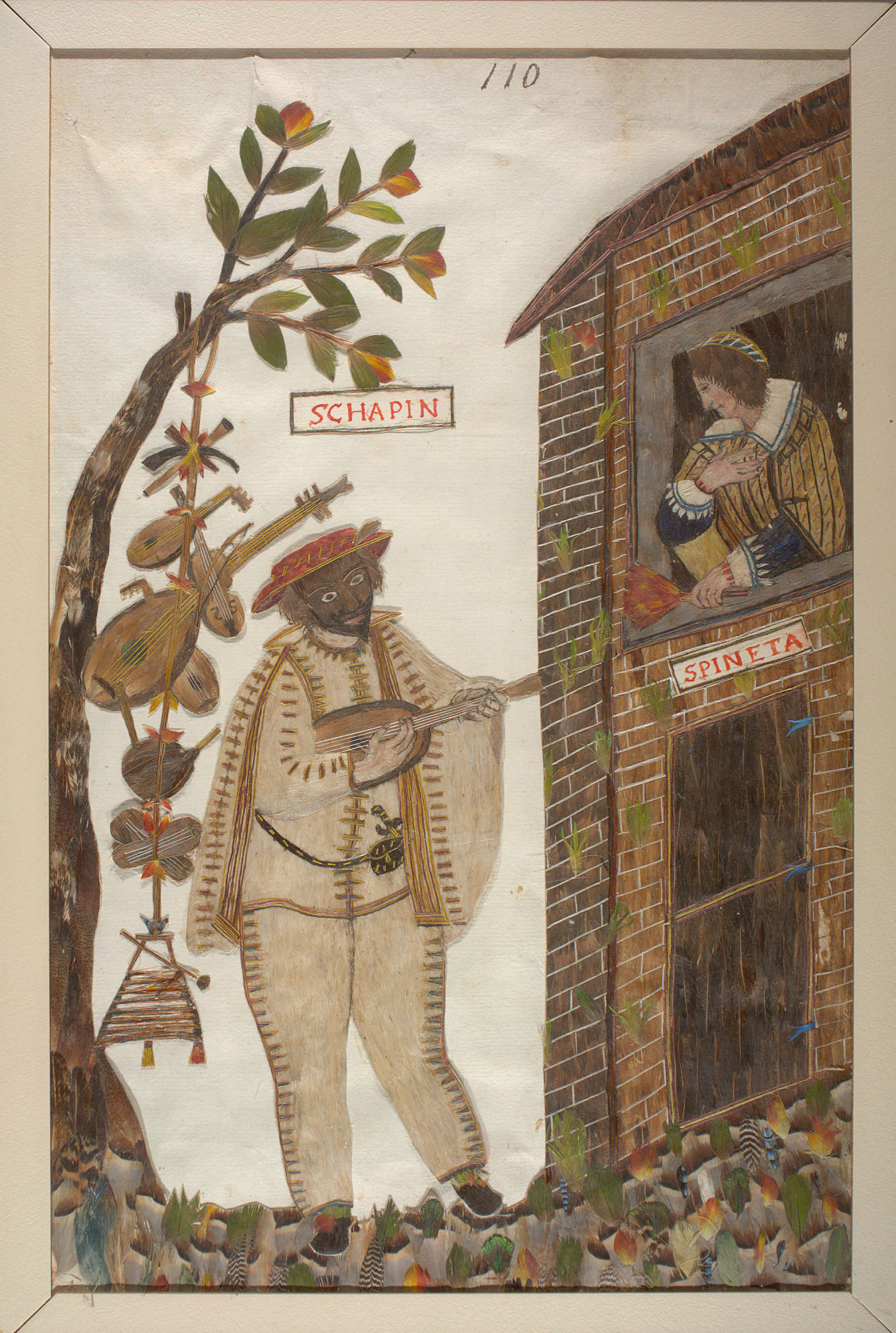
Escena de una comedia de Nicolò Barbieri donde Scapino ronda su serenata a Spineta.

 Aunque en alguna iconografía aparece o se describe con un traje a rayas blancas y verdes –o turquesa como en el figurín de Maurice Sand–, muy parecido al rojo y blanco de Mezzetino, Callot lo dibujó con tabardo y espada al cinto y tocado con un sombrero andrajoso aunque adornados con plumas, apariencia casi gemela a la de Brighella, con quien se le ha relacionado hasta el punto de presentarle como hermano o hijo suyo. También fue pintado hacia 1860 por Honoré Daumier como puede verse en la escena de la «Comédie Italienne» que se expone en el Museo de Orsay de París con el título de Crispin y Scapin.
Su relevancia como personaje se desarrolló en Francia a partir de la segunda mitad del siglo xvii, gracias al protagonismo que Moliere le da en su comedia «Les Fourberies de Scapin» estrenada en 1671, donde figura como criado de Léandre, y que tuvo continuación en Los Trucos de Scapin (1677). También aparece en los dibujos que Callot hizo para «I balli di Sfessania». Y ya en el siglo xx, William Walton lo utiliza en su obra Scapino: A Comedy Overture (1940).